# 豊浦インターチェンジ
豊浦インターチェンジ（とようらインターチェンジ）は、北海道虻田郡豊浦町字大岸にある道央自動車道のインターチェンジ。
豊浦市街はインターチェンジより6kmほど洞爺湖町側にある。

## 歴史
- 1997年（平成9年）10月22日：虻田洞爺湖IC - 長万部IC間の開通に伴い供用開始。
- 2000年（平成12年）
  - 3月31日：有珠山噴火の影響により室蘭IC - 長万部IC間が通行止めとなる[1]。
  - 4月2日：通行止区間が伊達IC - 当IC間に短縮される[1]。
  - 7月13日：豊浦IC - 虻田洞爺湖仮出入口間が開通[2]。
- 2001年（平成13年）
  - 2月9日：伊達IC - 虻田洞爺湖IC間の通行止めを解除[2]。
  - 6月30日：虻田洞爺湖仮出入口 - 虻田洞爺湖IC間が開通[2]。
- 2007年（平成19年）12月21日：国道230号新ルート完成と同時に虻田洞爺湖ICが新ルート上に移設[3]。
- 2009年（平成21年）11月7日：豊浦IC - 長万部IC間に黒松内JCT（黒松内新道）が開通[4]。
- 2018年（平成30年）12月 : IC番号を「14」から「13」に変更[注 1]。

## 周辺
- 大岸駅（JR北海道・室蘭本線）
- 豊浦町立大岸小学校
- カムイチャシ史跡公園

## 接続する道路
- 直接接続
  - 国道37号（国道230号と重用区間）

## 料金所
- ブース数：3

### 入口
- ブース数：1
  - ETC・一般：1

### 出口
- ブース数：2
  - ETC専用：1
  - 一般：1

## 隣
E5 道央自動車道
(11)長万部IC - 静狩PA - (12)黒松内JCT - (13)豊浦IC - 豊浦噴火湾PA（噴火湾展望公園） - (14)虻田洞爺湖IC